# Quadricrura meridionalis
Quadricrura meridionalis är en svampart som beskrevs av Kaz. Tanaka & K. Hirayama 2009. Quadricrura meridionalis ingår i släktet Quadricrura och familjen Tetraplosphaeriaceae.   Inga underarter finns listade i Catalogue of Life.